# Hillary Clinton
Hillary Diane Rodham Clinton, född Rodham den 26 oktober 1947 i Chicago i Illinois, är en amerikansk advokat och demokratisk politiker.
Hon var USA:s första dam åren 1993–2001 genom sitt äktenskap med USA:s dåvarande president Bill Clinton. Hon var därefter demokratisk ledamot av USA:s senat för delstaten New York åren 2001–2009. Hon var USA:s utrikesminister i Obamas kabinett åren 2009–2013.
Clinton har kandiderat till att bli USA:s president vid två tillfällen (2008 och 2016). I samband med presidentvalet 2008 kandiderade hon till att bli demokraternas presidentkandidat, men förlorade primärvalen till Barack Obama. I presidentvalet 2016 vann hon demokraternas primärval och blev därmed den första kvinnliga presidentkandidaten för ett stort parti i USA:s historia. I presidentvalet den 8 november förlorade hon sedan till republikanernas kandidat Donald Trump. Clinton vann 232 av de 538 elektorsrösterna, medan Trump vann 306. Clinton vann dock den så kallade "popular vote" (totalt antal röster), med cirka 66 miljoner röster (48 procent) mot Trumps cirka 63 miljoner röster (46 procent). Detta var den femte gången i USA:s historia som en kandidat vunnit presidentvalet utan att ha fått flest antal röster.
Hillary gifte sig med Bill Clinton den 11 oktober 1975. De är föräldrar till Chelsea Clinton.

## Biografi

### Tidigt liv
Hillary Diane Rodham föddes på Edgewater Hospital i Chicago i Illinois. Hon växte upp tillsammans med sina föräldrar Hugh Ellsworth Rodham (1911–1993) och Dorothy Emma Rodham (född Howell; 1919–2011) och sina två yngre bröder Hugh och Tony Rodham (1954-2019). Fram till Hillary var tre år bodde familjen i Chicago, därefter flyttade de till Chicagoförorten Park Ridge och där bodde Hillary under hela sin uppväxt. Hennes far var medlem av det republikanska partiet och var egenföretagare inom textilindustrin. Hennes mor var hemmafru. Hillary fick en religiös uppväxt och hennes familj bekände sig till den kristna inriktningen metodism. Under sin uppväxt var hon en regelbunden besökare av First United Methodist Church i hemområdet. Hon var intresserad av läsning samt var aktiv i sporter som tennis, skridskoåkning, balett, simning, volleyboll och softboll. Hon var dessutom scout.
Under grundskolan studerade Hillary först vid Eugene Field Elementary School (1953–1957) och senare vid Ralph Waldo Emerson Junior High School (1957–1961). Under sin tid i high school studerade Hillary de första åren vid Maine East High School. Under sin tid där var hon klassordförande, medlem av elevrådet, medlem av debattgruppen och medlem av National Honor Society. Hon bytte sedan till den nyöppnade skolan Maine South High School, där hon tog examen 1964. Vid sin examen mottog hon skolans första samhällsvetenskapspris.
När hon var 16 år engagerade hon sig politiskt, då hon stödde senator Barry Goldwaters presidentvalskampanj.

### Universitetstiden
1965 flyttade Hillary ifrån hemorten Park Ridge och började studera vid Wellesley College utanför Boston i Massachusetts. Hon avlade kandidatexamen i statsvetenskap 1969. Hennes examensarbete analyserade Saul Alinskys arbete som social aktivist. Studiens empiri bygger på intervjuer med bland andra Alinsky. Vid sidan om studierna var hon politiskt aktiv och under en period även ordförande för lokalföreningen av republikanska partiets studenter. Hillary påverkades senare av bland annat medborgarrättskämpen Martin Luther Kings död 1968 samt Vietnamnkriget (1955–1975) och började i och med detta bli alltmer liberal i sina politiska åsikter, varpå hon anslöt sig till demokratiska partiet. Hillary har i efterhand beskrivit hur hon är "a mind conservative and a heart liberal".
Efter studierna vid Wellesley College började Hillary studera juristutbildningen vid Yale University 1969. Under tiden vid Yale ingick hon i redaktionen för tidskriften Yale Review of Law and Social Action och arbetade även med underprivilegierade barn vid Yale-New Haven Hospital. Under sommaren 1970 erhöll hon ett stipendium som möjliggjorde praktik vid Children's Defense Fund i Cambridge i Massachusetts. Sommaren 1971 arbetade hon i Washington D.C. på senator Walter Mondales underutskott om migrerande arbetare. Under 1971 var hon även frivilligarbetare vid Yale Child Study Center och lärde sig om ny forskning om hjärnans utveckling under tidig barndom. Sommaren 1972 arbetade hon i de västra delstaterna för den demokratiska presidentkandidaten George McGoverns valkampanj. 1973 erhöll hon juristexamen vid Yale University. Hennes examensarbete behandlade barns rättigheter.

### Äktenskap
Hillary Rodham och Bill Clinton möttes under 1970-talet under sin studietid vid Yale University, där de gick i samma klass på juristutbildningen. De började dejta 1971 och gifte sig den 11 oktober 1975. Innan Bill friade till Hillary köpte han i hemlighet ett litet hus i Fayetteville i Arkansas som hon hade lagt märke till och sagt att hon tyckte om. När hon tackade ja till att gifta sig med honom avslöjade han att de ägde huset. De bodde där en kort tid innan de flyttade till Bills barndomshem Little Rock i Akansas i samband med att Bill Clinton skulle ställa upp i val till USA:s kongress för första gången. Den 27 februari 1980 föddes Chelsea Clinton, makarnas enda barn.
1998 blev paret Clintons relation föremål för mycket spekulation och ryktesspridning efter Lewinsky-affären då Bill Clinton, då USA:s president, medgav att han haft en affär med Vita huset-praktikanten Monica Lewinsky. Under skandalen hävdade Hillary Clinton till en början att anklagelserna mot hennes man var ett resultat av en ”stor högerkonspiration”. Efter att bevisningen om president Clintons möten med Lewinsky blev obestridliga vidhöll hon att deras äktenskap var stadigt. Båda makarnas memoarer avslöjade emellertid senare att affären var en mycket smärtsam tid i deras äktenskap. Faktum är att under en stor del av hans politiska karriär omgärdades Bill Clinton av rykten om utomäktenskapliga affärer. Dessa rykten fick större trovärdighet efter Lewinsky-affären. Bill avslöjade även i sina memoarer att han haft ett ”förhållande som jag inte skulle ha haft” med Gennifer Flowers, en sångerska i Arkansas. Avslöjandena och ryktena orsakade en blandning av sympati och förakt för Hillary Clinton. Medan många kvinnor sympatiserade med henne som ett offer för sin makes okänsliga beteende kritiserade andra henne för att hon inte visade något intresse för att ta ut skilsmässa. Det har även förekommit anklagelser om att hon lever i ett konvenansäktenskap, vars främsta syfte skulle vara att främja hennes politiska karriär. I sin bok Living History hävdar Clinton att hon stannar hos Bill Clinton på grund av kärlek.

## Karriär som advokat
Efter att ha avlagt juristexamen 1973 började Hillary arbeta som advokat på sin tidigare praktikplats Children’s Defense Fund.
Under Watergateskandalen ingick Hillary i staben som gav råd om riksrätt till justitieutskottet i representanthuset. Efter att president Richard Nixon avgått i augusti 1974 var Hillary sedan verksam som lärare i juridik vid University of Arkansas, där hennes pojkvän Bill Clinton också undervisade. Den 11 oktober 1975 gifte sig Hillary med Bill Clinton och de flyttade till Little Rock i Arkansas. 1976 började Hillary arbeta som advokat på den inflytelserika byrån Rose Law Firm. 1978 utnämndes Hillary till styrelsen för Legal Services Corporation av USA:s dåvarande president Jimmy Carter.
1978 blev även Hillary Arkansas första dam efter att hennes make Bill Clinton valts till delstatens guvernör. Bill Clinton misslyckades med att bli omvald till guvernör 1980, men i valet 1982 vann han igen. Nu började Rodham använda namnet Hillary Rodham Clinton. Under hela sin tid som Arkansas första dam fortsatte Hillary sitt arbete som advokat vid Rose Law Firm. Åren 1988 och 1991 rankade tidskriften National Law Journal Hillary som en av de 100 mest inflytelserika advokaterna i USA.

## USA:s första dam

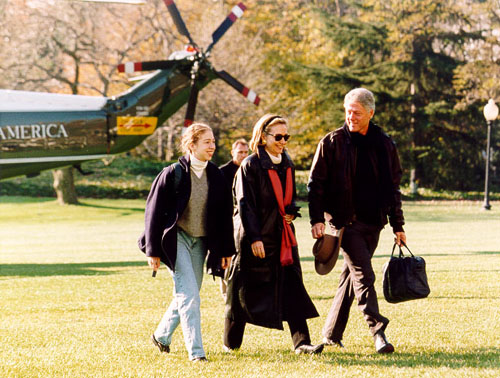
Familjen Clinton anländer till Vita huset 1993.

Hillary Clinton tillträdde som USA:s första dam den 20 januari 1993, då hennes make Bill Clinton installerades som USA:s 42:a president efter att ha vunnit presidentvalet 1992. Hillary betraktas som den mest öppet mäktiga presidentfrun i USA:s historia, med undantag av Eleanor Roosevelt.
1993 utsåg presidenten sin fru till att leda en arbetsgrupp för sjukvårdsreform. Arbetsgruppens rekommendation fick inte tillräckligt starkt stöd för att gå till omröstning i någon av kongressens kamrar och övergavs i september 1994. I sina memoarer, Living History, medgav Clinton att hennes bristande politiska erfarenhet bidrog till misslyckandet, men sade att det också berodde på många andra faktorer. Vid det tillfället ansåg vissa motståndare att det var olämpligt för en första dam att spela en central roll i politiska frågor, medan anhängare hävdade att Hillary Clinton inte skilde sig från någon annan rådgivare till presidenten och att väljarna var medvetna om att hon skulle spela en aktiv roll för hennes makes presidentskap.
Som första dam väckte Clinton beundran för sitt ihärdiga stöd för kvinnors rättigheter runtom i världen och för sitt engagemang i frågor som rör barn. Hon verkade för olika projekt för att stödja utsatta barn och för forskning om sjukdomar.

## Politisk karriär

### Ledamot av USA:s senat

#### Senatsvalet 2000

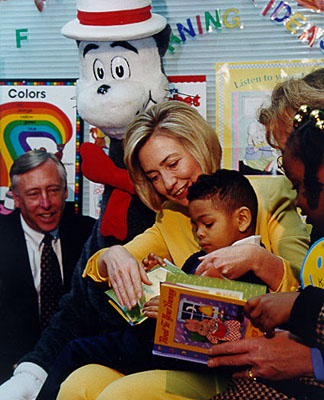
Hillary Clinton tillsammans med barn.

När den långvarige New York-senatorn Daniel Patrick Moynihan tillkännagav att han skulle dra sig tillbaka, bad framträdande demokratiska politiker och rådgivare Hillary Clinton att kandidera till platsen som ledamot i USA:s senat för New York i senatsvalet 2000. När Clinton beslöt att kandidera blev hon den första av USA:s första damer att kandidera i ett politiskt val.
Först förväntades det att hennes motståndare skulle bli New Yorks borgmästare Rudy Giuliani, men Giuliani drog sig ur efter att ha fått diagnosen prostatacancer och efter att händelser i hans privatliv orsakat dålig publicitet. Istället ställdes Clinton mot en mindre känd motkandidat, Rick Lazio, som var ledamot av representanthuset för Suffolk County på Long Island. Senatsvalet fick stor uppmärksamhet i medier och båda kandidaterna hade välfinansierade valkampanjer. Under valkampanjen började Clinton ge uttryck för utpräglat proisraeliska åsikter. Förklaringen anses vara den betydande judiska befolkningen i delstaten New York. Clinton vann valet den 7 november 2000 med 55 procent av rösterna mot Lazios 43 procent.

#### Tiden som senator
Den 3 januari 2001 tillträdde Hillary Clinton som demokratisk ledamot av USA:s senat för delstaten New York. Clinton valde att till en början hålla en låg profil för att lära sig hur senaten fungerade och bygga upp relationer med andra senatorer.
Clinton var ledamot av fyra senatsutskott och totalt åtta underutskott. Efter 11 september-attackerna gjorde Clinton säkerhetsfrågor till en av sina högsta prioriteringar, något som hon på senare tid mer och mer drivit ifrån. Hon var starkt för Afghanistankriget (2001–) och även för Invasionen av Irak 2003. Hon var däremot kritisk till Bushadministrationens skattesänkningar. Clinton tillkännagav 2004 att hon skulle ställa upp för omval till senaten i senatsvalet 2006. Hon omvaldes dit för en andra period.
2007 utsågs Clinton till hedersdoktor i medicin vid Göteborgs universitet. I motiveringen pekar Sahlgrenska akademin på hennes arbete för utsatta barn och förbättrad hälsovård i USA.

### Presidentvalet 2008
Den 20 januari 2007 bekräftade Clinton att hon kandiderar till att bli demokraternas presidentkandidat i presidentvalet 2008.
Inför demokraternas primärval och under hela 2007 ledde Hillary i de flesta opinionsundersökningar. Hon ledde dels i de opinionsundersökningar där en demokratisk kandidat ställdes mot en republikansk, och dels i de som mätte stödet för olika demokratiska kandidater. Innan primärvalen drog igång 2008 låg Clinton också bäst till, då hon hade flest superdelegater på sin sida. Under primärvalens gång tog dock Barack Obama ledningen i antal delegater som fördelades genom dessa. Efter en stenhård kamp dem emellan ända till det sista primärvalet i juni 2008, då Obama hade en ointaglig ledning, gav Clinton upp den 7 juni och gav sitt stöd till Obama som därmed blev demokraternas presidentkandidat. Hillary slog dock rekord i att ha fått fler röster i ett primärval än någon annan kvinnlig kandidat i USA:s historia.

### USA:s utrikesminister
Den 1 december 2008 nominerade USA:s då tillträdande president Barack Obama Clinton till att bli USA:s utrikesminister i sitt kabinett. Hillary svors in och tillträdde som utrikesminister den 21 januari 2009. Den 1 februari 2013 avgick hon från ämbetet och efterträddes av John Kerry.
Under Clintons tid som utrikesminister var särskilt hennes agerande i samband med attacken mot USA:s konsulat i Benghazi 2012 (där fyra personer dog, bland andra USA:s ambassadör i landet) uppmärksammat och kritiserat.
Clinton har anklagats för korruption och att under åren som utrikesminister ha gett särskilda fördelar till de länder, företag och privatpersoner som tidigare hade donerat pengar till hennes stiftelse Clinton Foundation. Clinton orsakade även en mejlskandal efter att det 2015 framkommit att hon, under sin tid som utrikesminister, använt en privat e-postadress för att skicka hemligstämplad e-post som borde skickats via utrikesdepartementets server.

### Presidentvalet 2016

#### Primärvalen

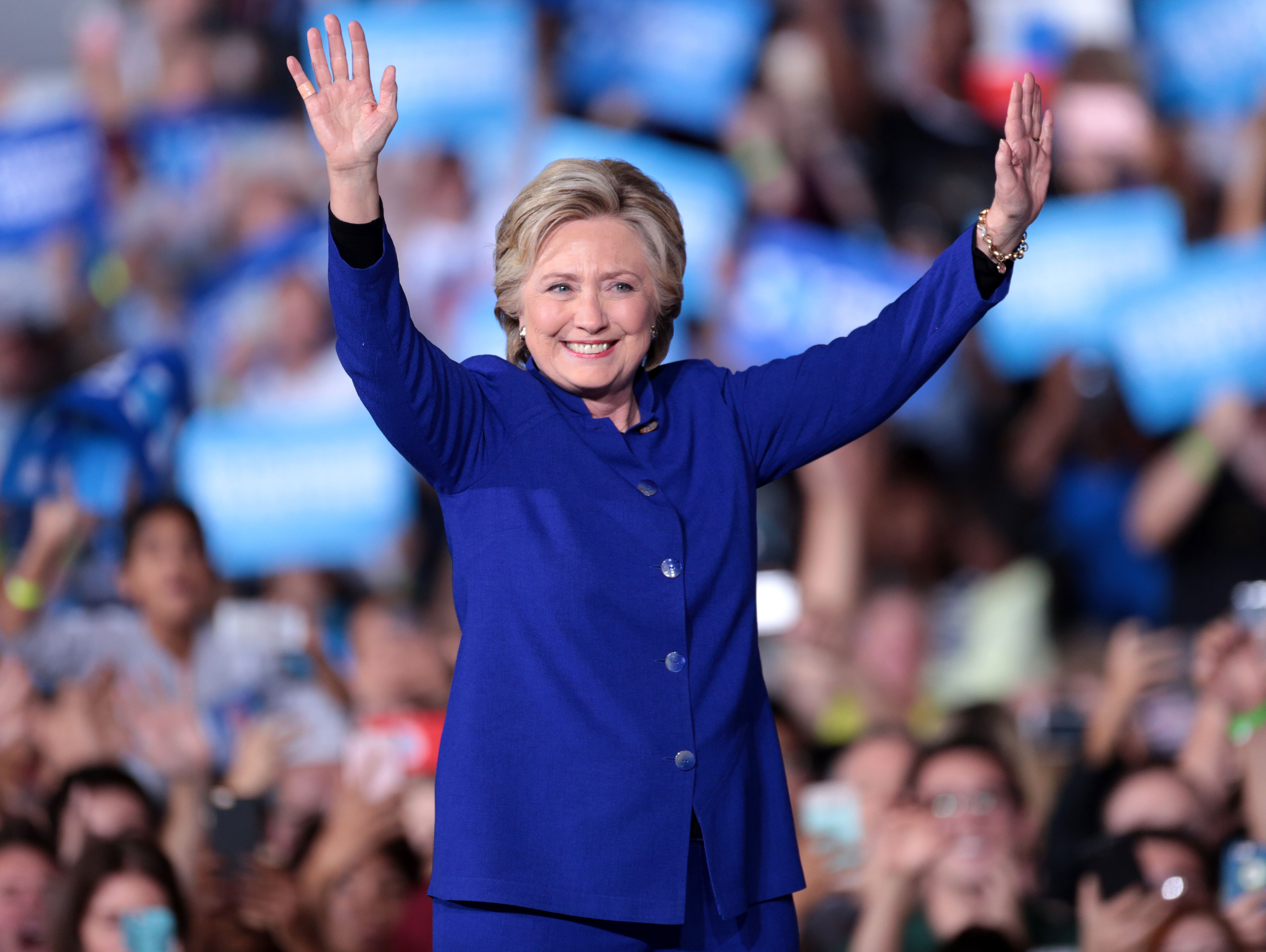
Hillary Clinton under sin presidentkampanj i Tempe i Arizona den 2 november 2016.

Den 12 april 2015 annonserade Hillary Clinton i en video att hon kandiderar för att bli demokraternas presidentkandidat i presidentvalet 2016. De politiska områden som Clinton främst fokuserade på under kampanjen inkluderade bland annat att förhindra klimatförändringar, tillåta samkönade äktenskap och bekämpa ekonomiska ojämlikheter. Under demokraternas primärval var Bernie Sanders hennes främsta motståndare. Clinton besegrade dock Sanders med 17 miljoner röster mot 13 miljoner. Vid demokraternas nationella konvent den 26 juli 2016 i Philadelphia i Pennsylvania blev Clinton formellt vald till demokraternas presidentkandidat. Tim Kaine utsågs till Clintons vicepresidentkandidat.

#### Presidentvalet

Valresultat utifrån USA:s countyn. Clinton blå, Trump röd.

Clintons motståndare i presidentvalet var republikanernas presidentkandidat Donald Trump. Under ett kampanjtal i New York den 9 september 2016 gjorde Clinton ett kontroversiellt och uppmärksammat uttalande om sin motståndare Donald Trumps supportrar. Clinton kallade Trumpanhängare för "deplorables" (svenska "förtappade") och beskrev dem som rasister, sexister, homofober, xenofober och islamofober. Dagen därpå bad Clinton om ursäkt och meddelade att hon ångrar delar av uttalandet. Benämningen "deplorables" började senare att användas som en pik till Clinton av Trumpanhängare, som menade att de i så fall var "deplorable and proud".
Clinton fick officiellt stöd av 57 av USA:s 100 största nyhetstidningar (däribland New York Times och Washington Post) och enbart två (Las Vegas Review-Journal och Florida-Times Union) gav sitt officiella stöd till hennes motståndare Trump. USA:s största nyhetstidning USA Today gav dessutom för första gången någonsin sitt stöd till en presidentkandidat då de avrådde sina läsare från att rösta för Trump.
Den 26 september 2016 ställdes Clinton mot republikanernas presidentkandidat Donald Trump i den första av de tre presidentvalsdebatterna. Debatten slog rekord som den mest sedda presidentvalsdebatten i USA:s historia med en tv-tittarsiffra på 84 miljoner (tittare via livestream på Internet ej inkluderade). Det tidigare rekordet låg på 80,6 miljoner tittare, vilket den första presidentvalsdebatten 1980 mellan Ronald Reagan och Jimmy Carter hade.
Under valnatten mellan den 8 november och 9 november 2016 besegrades Clinton av Donald Trump, som utropades som USA:s nästa president efter att ha vunnit delstater motsvarande mer än 270 elektorsröster. Clinton vann 232 av de 538 elektorsrösterna, medan Trump vann 306. Clinton vann dock den så kallade "popular vote" (antalet röster), med drygt 66 miljoner (48 procent) mot Trumps dryga 63 miljoner (46 procent) röster. Trump blev därmed den femte presidentkandidaten i USA:s historia som vunnit ett presidentval utan att ha fått flest antal röster. Trump vann dock rösterna i 2626, och Clinton enbart i 487, av USA:s countyn. Hälften av de drygt 3 miljoner fler röster som Clinton fick kom från fem countyn i New York.